# Joseph Story
Joseph Story (18 septembre 1779 – 10 septembre 1845) était un juge et un avocat américain siégeant à la Cour suprême des États-Unis en tant que juge assesseur du 3 février 1812 au 10 septembre 1845. Il est surtout rappelé pour ses opinions dans Martin v. Hunter's Lessee et The Amistad. Il publia ses Commentaires sur la Constitution des États-Unis en 1833. Story a été nommé à la cour par le président James Madison. Il fut le plus jeune juge jamais nommé à la Cour.

## Biographie
Il est enterré dans le cimetière de Mount Auburn à Cambridge au Massachusetts(p74).